# Maria da Luz Rosinha
Maria da Luz Gameiro Beja Ferreira Rosinha (Vila Franca de Xira, 13 de maio de 1948), mais conhecida por Maria da Luz Rosinha, é uma política portuguesa. Foi deputada à Assembleia da República e presidente da Câmara do município de Vila Franca de Xira no período de 1997-2013.

## Percurso profissional
A partir de agosto de 2013, atuou como Vogal não-executiva na Entidade Regional de Turismo de Lisboa e Vale do Tejo.
A partir de dezembro de 2013, atuou como Vice-Presidente da Assembleia-geral da Confederação Nacional das Associações de Família do município de Lisboa, no setor de Defesa dos direitos da Famílias.
A partir de março de 2014, atuou como Presidente do Conselho para o Desenvolvimento sustentado do Hospital de Vila Franca de Xira, no setor de Apoio e acompanhamento social do município de Vila Franca de Xira.
Foi deputada à Assembleia da República (AR) de Portugal, eleita pelo PS, na VII Legislatura (iniciada em 1995), voltando a ser eleita em 2015, 2019 e 2022, sempre pelo círculo eleitoral de Lisboa. Cumpriu parte da sua função como deputada à AR na primeira legislatura para a qual foi eleita, tendo abandonado o cargo em janeiro de 1998 - para dar início ao seu primeiro mandato como presidente da Câmara Municipal de Vila Franca de Xira -, e cumpriu a íntegra das restantes. 
Maria de Luz Rosinha também integrou o Secretariado Nacional do Partido Socialista.

## Homenagens e outras atividades
Em abril de 2018, foi homenageada na sede do Agrupamento de Escolas Pedro Jacques de Magalhães (Alverca), onde o auditório passou a ser chamado pelo nome da parlamentar vilafranquense, devido às ações tomadas no exercício da presidência da câmara de Vila Franca de Xira, onde foi elogiada também pelo então Ministro da Educação, Tiago Brandão Rodrigues.
Em junho de 2018, participou como palestrante na mesa redonda do Colóquio do PS, na vila portuguesa da Lourinhã.